# Caetano Alexandre de Almeida e Albuquerque
Caetano Alexandre de Almeida e Albuquerque (Benfica, 15 de abril de 1824 - Lisboa, 8 de setembro de 1916) foi um militar e administrador colonial português.
Foi Governador das Ilhas de Cabo Verde, entre 1869 e 1876, ano em que assumiu o Governo Geral da Província de Angola, exercendo esta função até 1878. No mesmo ano, foi nomeado como o 99.º governador-geral da Índia Portuguesa, cargo que exerceria até 1882.